# Vaige
Pour les articles homonymes, voir Vaige (homonymie).
La Vaige est une rivière française qui coule dans les départements de la Mayenne et de la Sarthe, en région Pays de la Loire, et un affluent de la Sarthe, donc un sous-affluent de la Loire par la Maine.

## Géographie
La Vaige prend sa source en Mayenne dans la commune de Saint Léger, aux lieux-dits le Fay et la Grande Talbotière, à 112 m d'altitude. Elle passe sous l'autoroute française A81 près du péage de la Vivannière et elle arrose Vaiges. Ensuite elle sert de limite communale à Saint-Georges-le-Fléchard. Elle traverse le bourg de La Bazouge-de-Chemeré, où elle formait un étang asséché au XIXe siècle et un plan d'eau de 1971 à 2016 (indépendant depuis) puis elle sert de limite communale avec Saint-Denis-du-Maine avant d'arroser le bourg de La Cropte puis celui de Préaux et un moulin non loin de Beaumont-Pied-de-Bœuf. Elle sert ensuite simplement de limite départementale avec la Sarthe sur le territoire de Saint-Loup-du-Dorat et de l'autre côté d'Auvers-le-Hamon avant de revenir en Mayenne faire tourner un moulin proche de Bouessay. Enfin elle entre dans le département de la Sarthe  au sud de Sablé-sur-Sarthe où elle se jette dans la Sarthe, à 22 m d'altitude,  après 53,6 km non loin du confluent de cette rivière avec l'Erve. 
Dans les deux départements de la Mayenne et de la Sarthe, la Vaige traverse ou longe treize communes. En termes de cantons, la Vaige prend source dans le canton de Meslay-du-Maine, conflue dans le canton de Sablé-sur-Sarthe, le tout dans les arrondissements de Laval et de la Flèche.

### Toponymes
Vaige ou Vages vient peut-être du nom gaulois Veges qui signifie marécage. En effet la Vaige irriguait un étang dans la ville de Vaiges et un très grand étang à la Bazouge-de-Chemeré.
La Vaige a donné son hydronyme à la commune de Vaiges, de même que son affluent le Dorat a donné celui-ci à la commune de Saint-Loup-du-Dorat.

### Bassin versant
Le bassin versant de la Vaige est de 246 km2. Les bassins versants voisins sont ceux de l'Erve au nord-est, de l'Ouette au nord-ouest, la Taude au sud-ouest et au sud, la Sarthe au sud-est.

### Organisme gestionnaire
Le Syndicat du bassin de la Vaige, créé en 1978, a compétence sur la gestion des milieux aquatiques sur l'ensemble du cours d'eau de la Vaige et de ses affluents. Basé à Sainte Suzanne, il comprend seize communes partenaires. Depuis quelques années, il œuvre à la restauration des milieux aquatiques et des zones humides

## Affluents
La Vaige a onze tronçons affluents dont :
- le ruisseau de la Bidaudière, rg, 1,2 km sur les deux communes de Vaiges (confluence), Saint Léger (source),
- le ruisseau du Tertre, rg, 5,1 km sur la seule commune de Vaiges.
- le ruisseau des Osseniers, rd, 6 km sur les deux communes de Vaiges et Saint Léger.
- le ruisseau de la Rotrie, rd, 3,7 km sur la seule commune de Vaiges.
- ?, 1,1 km sur la seule commune de Vaiges.
- le ruisseau de la Croisette, 2 km sur les deux communes de La Bazouge-de-Chemeré (source), Vaiges (confluence).
- le ruisseau de Chémerette, rd, 6,8 km sur la seule commune de La Bazouge-de-Chemeré avec un affluent de 1,1 km.
- le ruisseau le Bru ou le Buru, rd, 15,9 km sur les quatre communes de Arquenay, Saint-Denis-du-Maine, Meslay-du-Maine, La Cropte avec un affluent :
  - le ruisseau de Lucé, 4,6 km sur les deux communes de Arquenay, Saint-Denis-du-Maine avec un affluent :
    - le ruisseau de Lucé, 2 km sur les quatre communes de Bazougers, Arquenay, Saint-Denis-du-Maine, La Bazouge-de-Chemeré.
- le ruisseau du Vassé, rd, 21,5 km sur sept communes avec trois affluents et de rang de Strahler trois.
- ?, 0,8 km sur la seule commune de Beaumont-Pied-de-Bœuf.
- le Dorat, rd, 3,6 km sur les trois communes de Beaumont-Pied-de-Bœuf (source), Saint-Loup-du-Dorat, Auvers-le-Hamon (confluence).

Le rang de Strahler est donc de quatre.

## Hydrologie
La Vaige est une rivière médiocrement abondante, comme la plupart des cours d'eau de plaine du bassin versant de la Loire et notamment du sud des départements de la Mayenne et de la Sarthe. 

### La Vaige à Bouessay
Son débit a été observé sur une période de 37 ans (1980-2016), à Bouessay, à 30 m d'altitude, localité du département de la Mayenne située à très peu de distance au nord de Sablé-sur-Sarthe, c'est-à-dire peu avant son confluent avec la Sarthe. Le bassin versant de la rivière y est de 233 km2, soit la quasi-totalité de ce dernier.
Le module de la rivière à Bouessay est de 1,51 m3/s/s.
La Vaige présente des fluctuations saisonnières de débit assez marquées, avec des hautes eaux d'hiver-début de printemps portant le débit mensuel moyen à un niveau situé entre 2,52 et 4,09 m3/s, de décembre à mars inclus (avec un net maximum en janvier), et des basses eaux assez prolongées d'été-automne, de juin à octobre inclus, avec une baisse du débit moyen mensuel jusqu'à 0,121 m3/s au mois d'août, ce qui est très bas.

### Étiage, basses eaux voire coupure
À l'étiage, le VCN3 peut chuter jusque 0,004 m3/s, en cas de période quinquennale sèche, soit quatre petits litres par seconde, et le cours d'eau se retrouve dès lors quasiment à sec, ce qui est bien sûr très sévère. 
Depuis quelques années la rivière se coupe pendant un à deux mois d'été ou d'automne au sud de la Bazouge-de-Chemeré. Par exemple en 2005, 2009, 2017 et 2019. Dans cette zone la suppression des barrages au lieu de la création d'échelles à poisson cause la mort définitive des poissons, des grosses moules de rivière et des martins-pêcheurs qui n'ont plus ces réserves garanties d'où ces espèces peuvent repartir pour repeupler la rivière deux mois plus tard.

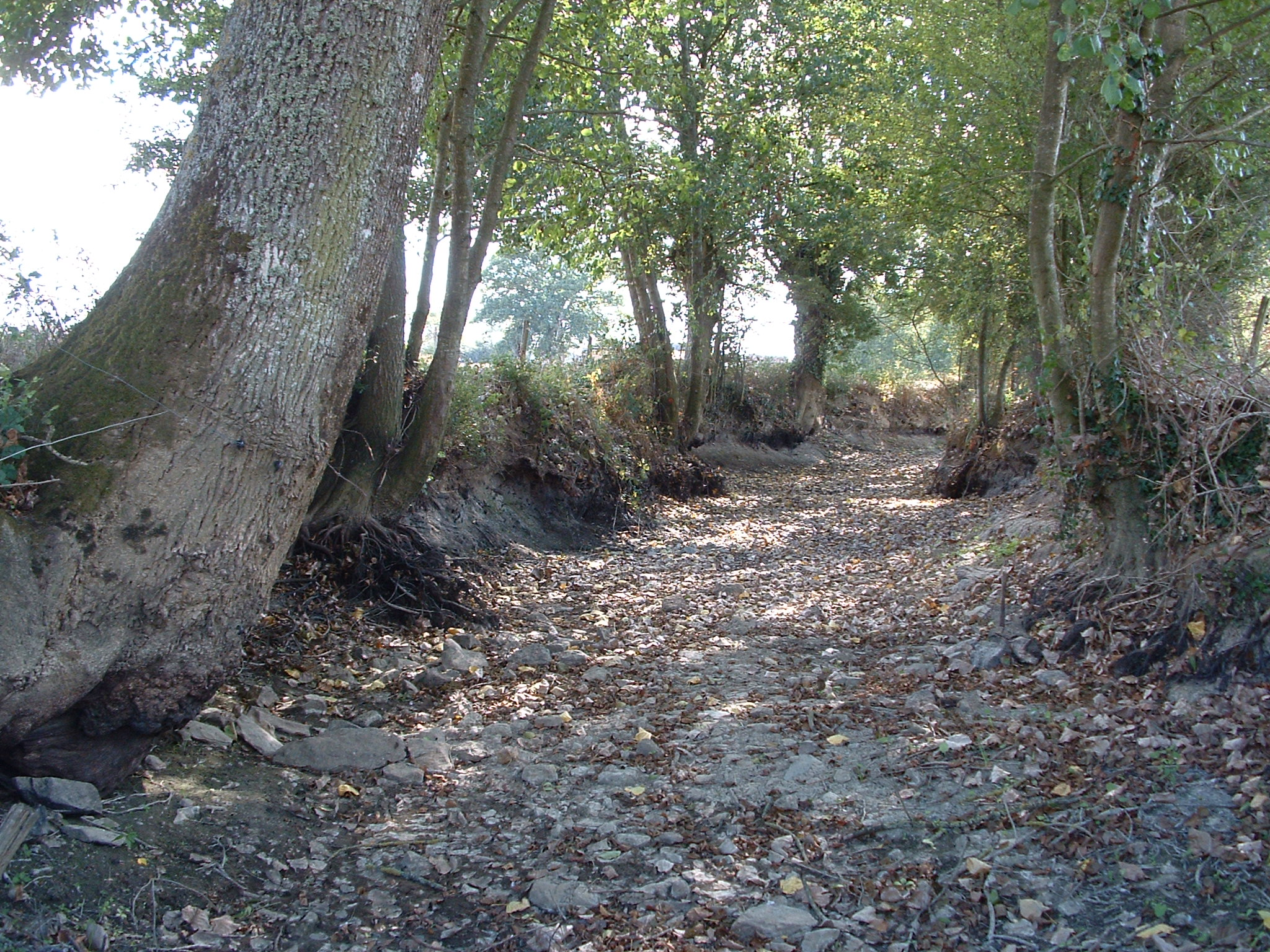
La Vaige asséchée au sud de la Bazouge-de-Chemeré le 17 septembre 2005.
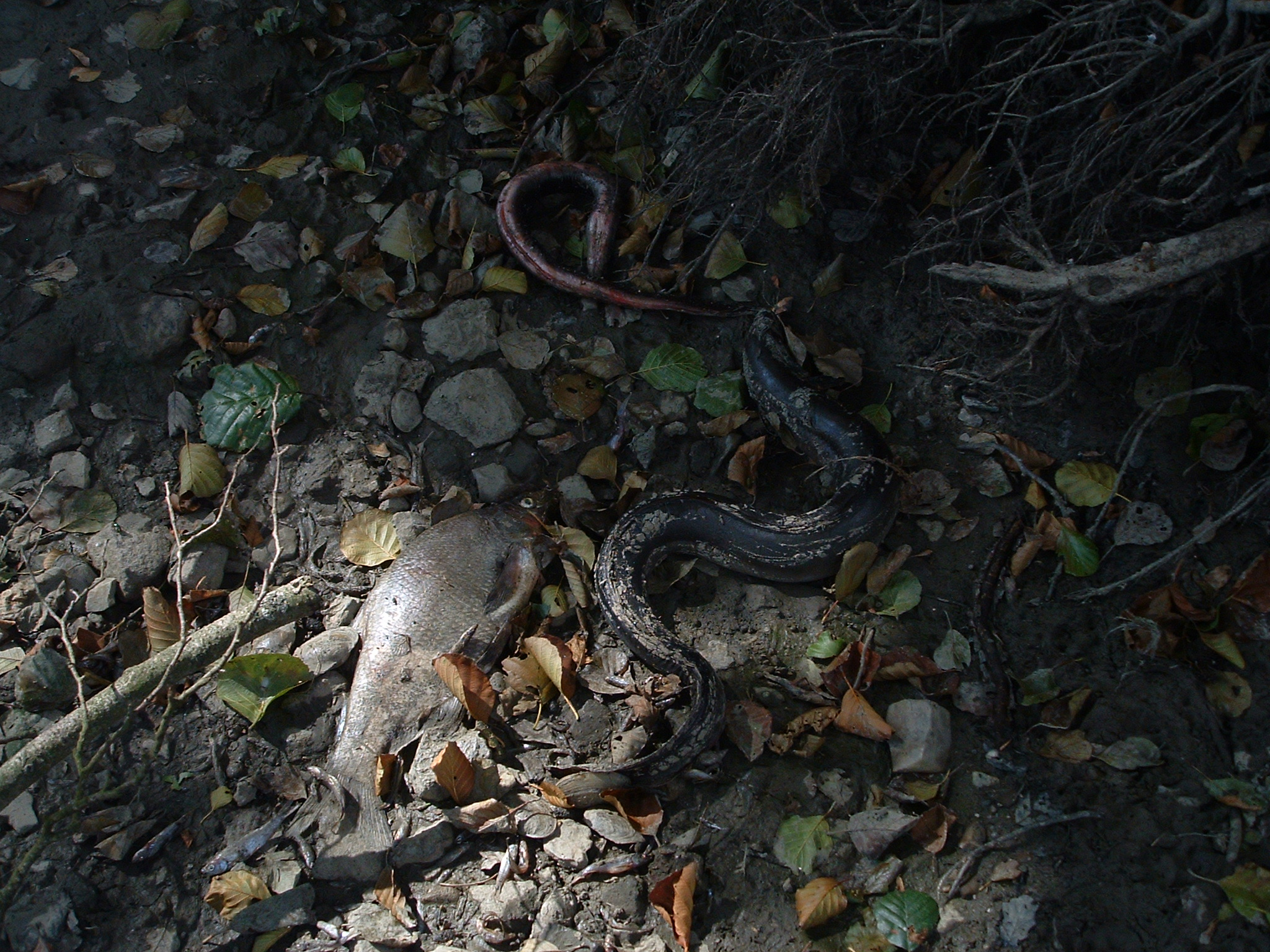
Poissons morts dans la rivière asséchée en 2005.
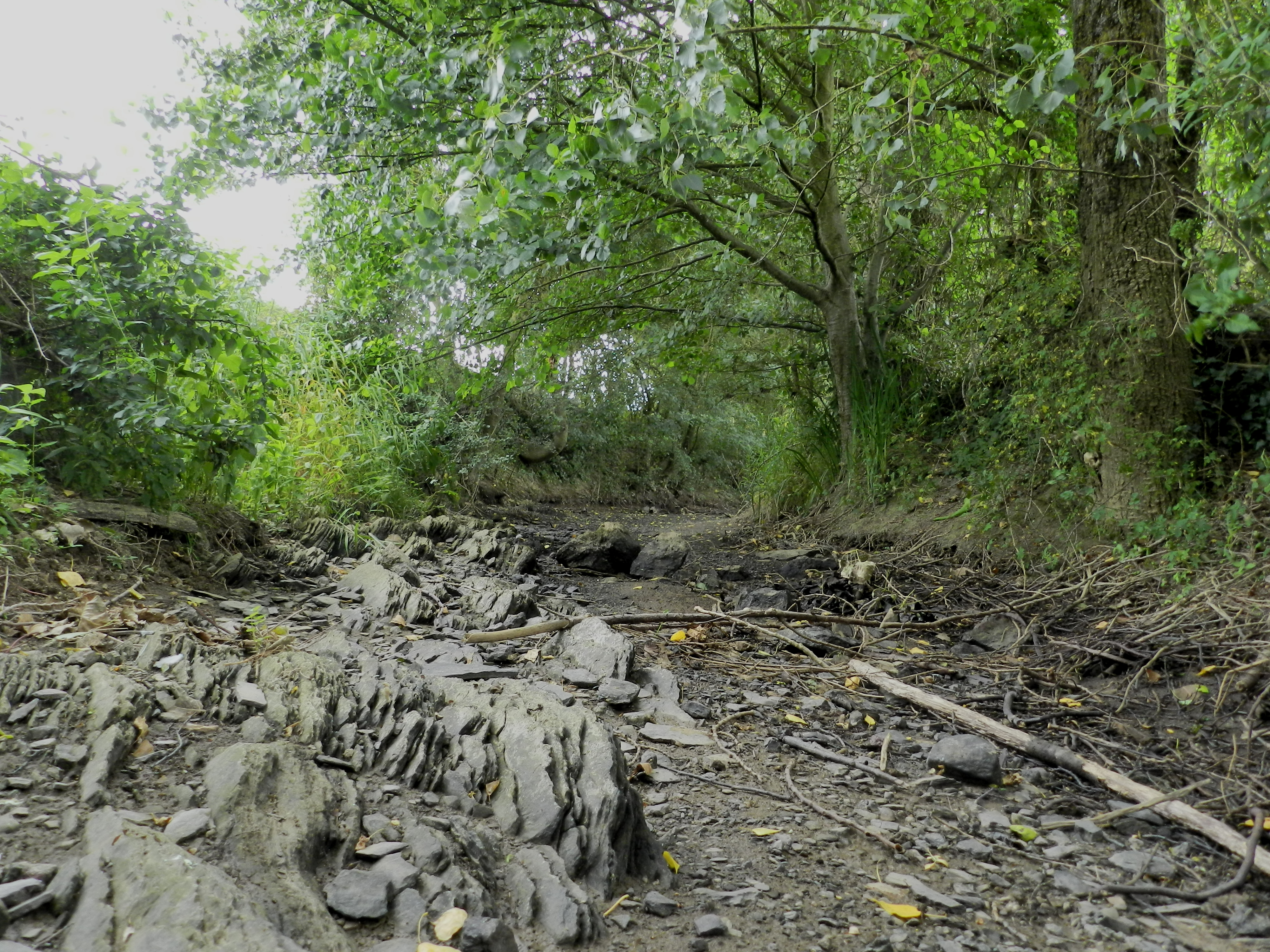
La Vaige asséchée au sud de la Bazouge-de-Chemeré le 24 juin 2017.
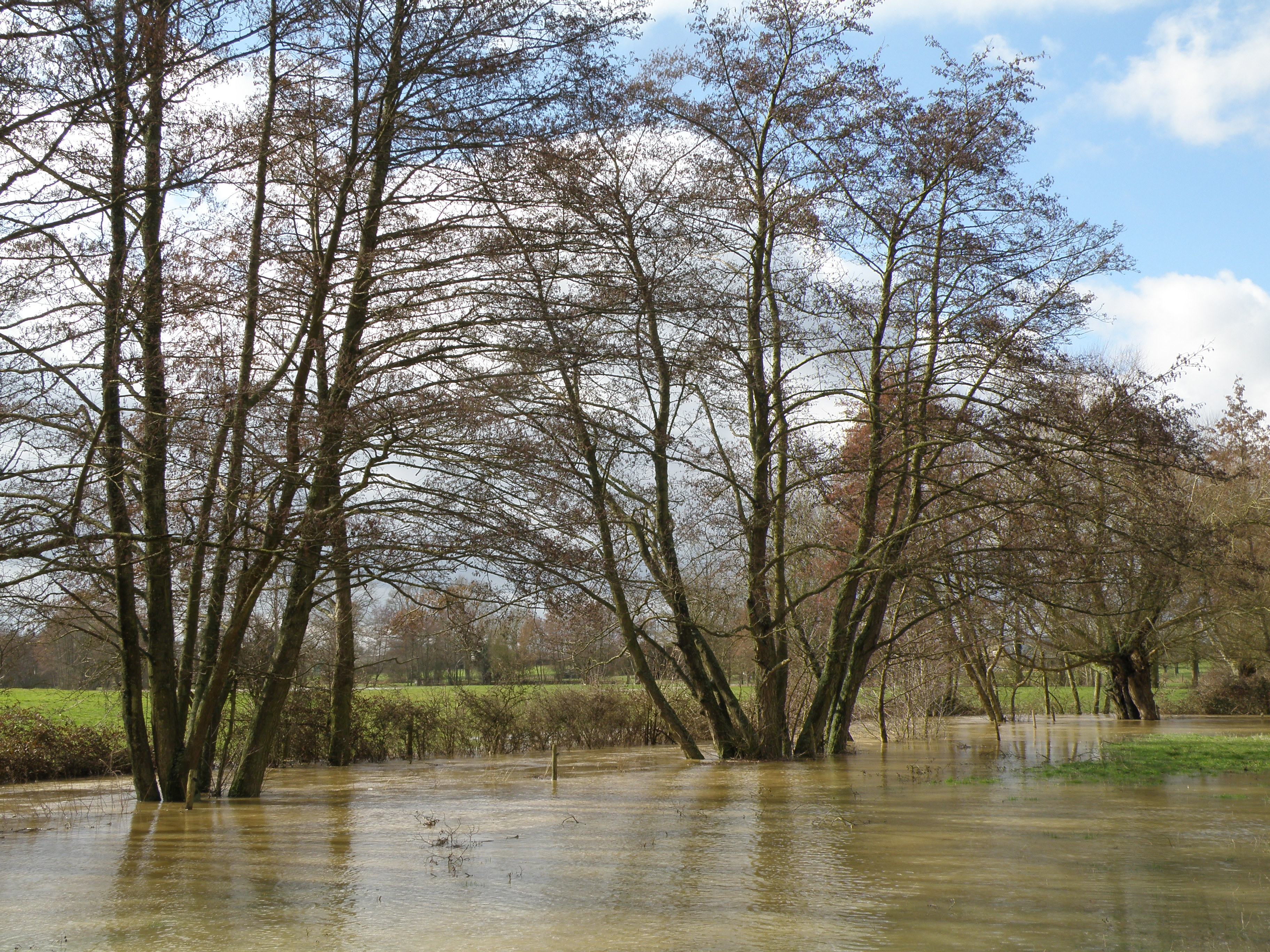
Crue le 28 février 2010 au sud de la Bazouge-de-Chemeré.
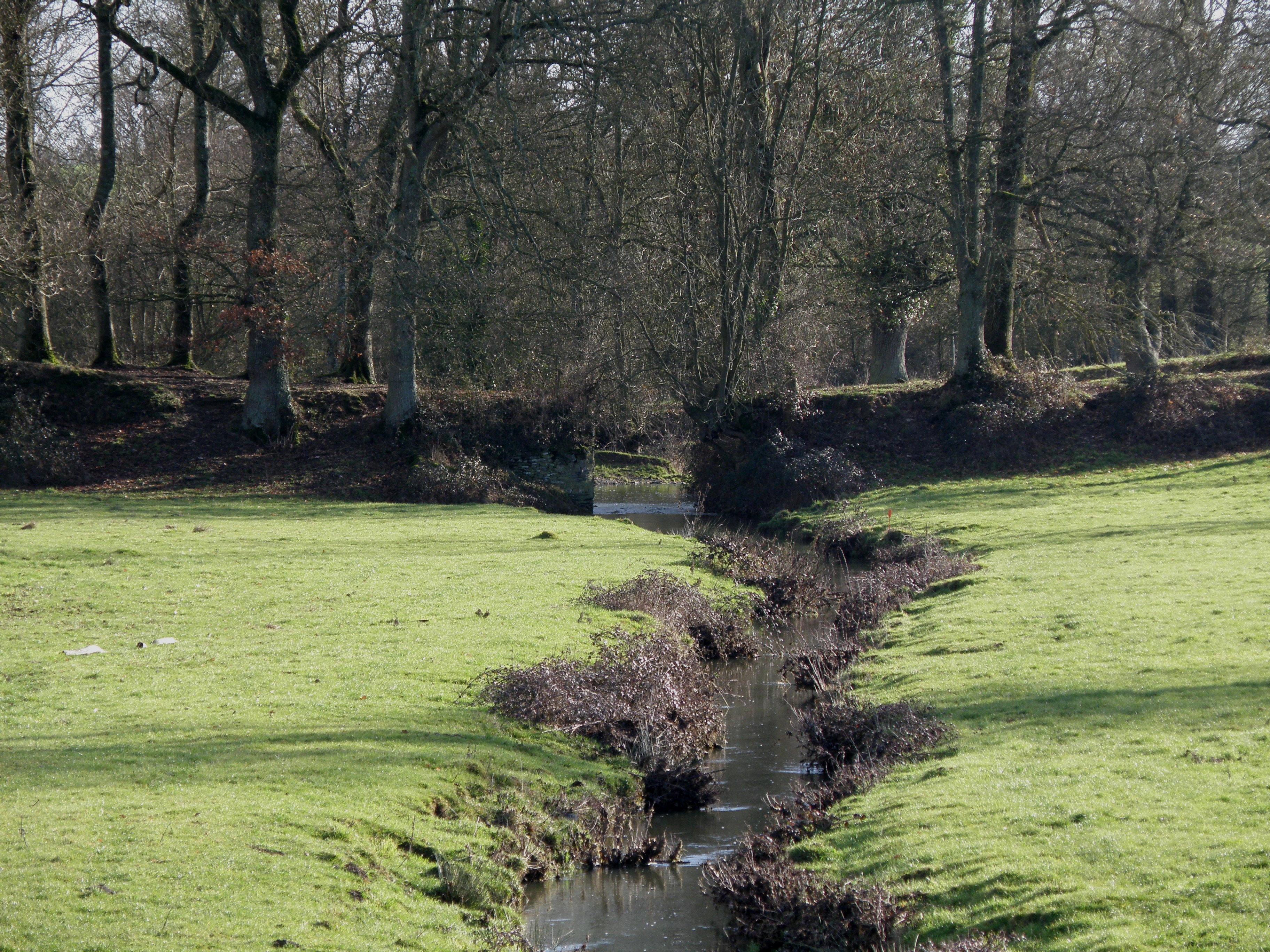
Le ruisseau le Chemerette passe sous un ancien chemin avant d'aller se jeter dans la Vaige.
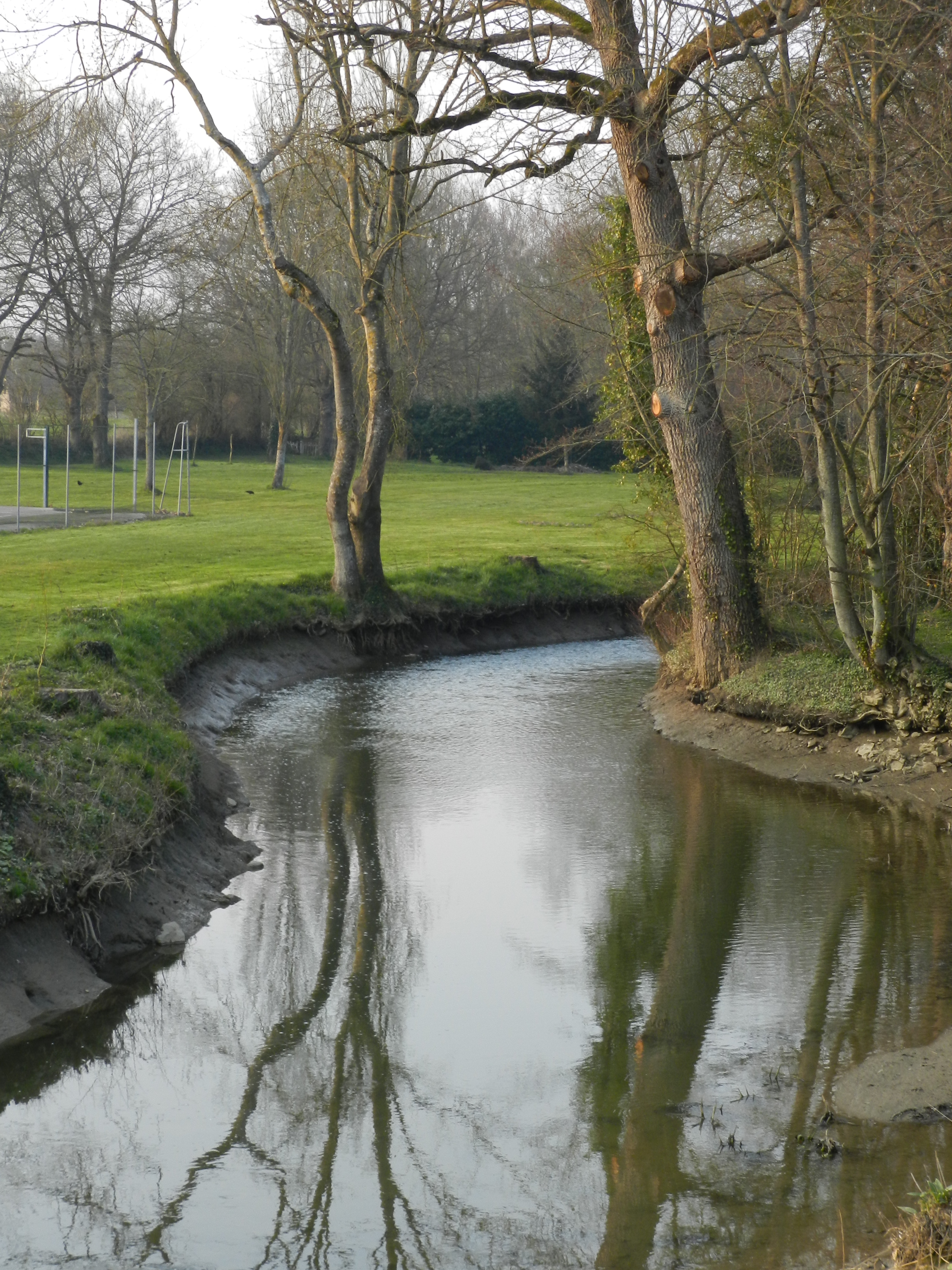
La Vaige arrivant à la Cropte
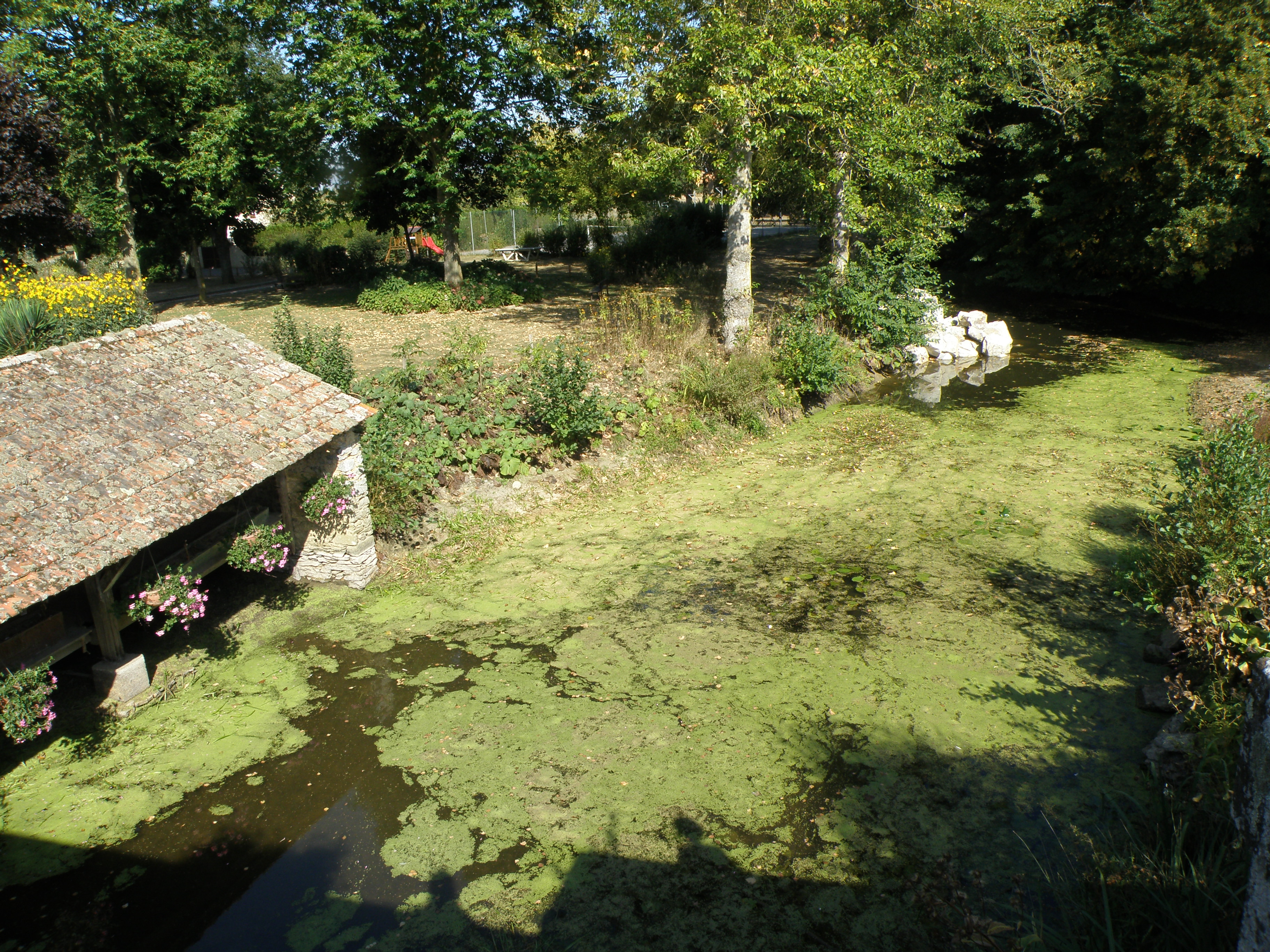
Lavoir de la Cropte

### Crues
Les crues peuvent être très importantes, caractéristique partagée par la plupart des affluents de la Loire, mais particulièrement marquée pour les affluents de la Loire situés à l'ouest du bassin de ce dernier (Creuse, Anglin, Gartempe, Mayenne, Sèvre nantaise ou encore Oudon).
Ainsi les QIX 2 et QIX 5 valent respectivement 25 et 38 m3/s. Le QIX 10 est de 46 m3/s, le QIX 20 est de 54 m3/s, tandis que le QIX 50 se monte à 65 m3/s.
Il peut être intéressant de comparer les QIX 2 et QIX 10 de la Vaige à ceux de l'Anglin, rivière réputée pour ses débordements importants, et en tenant compte de leurs dimensions de bassin fort différentes. Alors que le QIX 2 de la Vaige se monte à 25 m3/s, celui de l'Anglin est de 210 m3/s (pour un débit moyen supérieur de près de neuf fois celui de la Vaige et une surface de bassin sept fois plus étendue). Quant au QIX 10, celui de la Vaige étant de 46 m3/s, il se monte à 400 pour l'Anglin. On en conclut que les crues de la Vaige sont proportionnellement à peine moins importantes que celles de cette rivière redoutée, affluent de la Gartempte et redoutée pour ses crues.
Le débit instantané maximal enregistré à Bouessay durant la période d'observation, a été de 53,60 m3/s le 14 janvier 2004, tandis que la valeur journalière maximale était de 47,60 m3/s le même jour. En comparant la première de ces valeurs à l'échelle des QIX de la rivière, on constate que cette crue était à peine d'ordre vicennal, et donc destinée à se reproduire assez fréquemment. la hauteur maximale instantanée était de 3 290 mm ou 3,29 m le même 14 janvier 2004.

### Lame d'eau et débit spécifique
La Vaige n'est pas une rivière très abondante, mais elle est extrêmement irrégulière. La lame d'eau écoulée dans son bassin versant est de 201 millimètres annuellement, ce qui est nettement inférieur à la moyenne d'ensemble de la France tous bassins confondus, et aussi à la moyenne du bassin de la Loire (244 millimètres par an), mais égal à la moyenne du bassin de la Sarthe - Loir exclu - (201 millimètres par an à Saint-Denis-d'Anjou). Le débit spécifique de la rivière (ou Qsp) affiche de ce fait un chiffre assez faible : 6,4 litres par seconde et par kilomètre carré de bassin.

## Aménagements et écologie
Sur son cours on rencontre le moulin de Couillé, le moulin de Buru, le moulin de Bréhermont, le moulin de Favry, le moulin de Pin, le moulin de Changé, le moulin de Beaumont, le moulin de Fresnay, le moulin de Pivert, le moulin de Grez. On y trouve également des lavoirs.